# Patrick Pesnot
Patrick Pesnot, né le 30 décembre 1943 à Versailles et mort le 13 mars 2023 à Paris, est un journaliste, romancier et scénariste français. Il a signé deux romans policiers dans la Série noire sous le pseudonyme Georges Patrick.

## Biographie
Voulant devenir instituteur, Patrick Pesnot fait ses études à l'École normale et enseigne trois mois, puis il décide de s'inscrire à une école de journalisme. Il travaille comme grand reporter pour la première chaîne de l'ORTF, puis comme journaliste indépendant pour la radio (Europe 1, RTL, France Inter), la télévision (FR3, Antenne 2, TF1) et la presse écrite, notamment Le Point et Les Nouvelles littéraires. En Mai 68, travaillant alors pour RTL, il assure les reportages au Quartier latin et à la Sorbonne, suffoquant sous les grenades lacrymogènes, perché sur le toit de la voiture technique. À partir de 1969, il écrit plusieurs romans en collaboration avec Philippe Alfonsi. Sous le pseudonyme de Georges Patrick, il publie deux titres dans la Série noire au milieu des années 1980.
Scénariste, il collabore avec Philippe Alfonsi à l'écriture d'un scénario tiré de leur roman L'Œil du sorcier pour le téléfilm du même nom réalisé par Alain Dhénaut. Par ailleurs, il adapte pour la télévision des œuvres littéraires et collabore à plusieurs émissions et séries télévisées, dont Les Dossiers de l'écran et Les Cinq Dernières Minutes sur Antenne 2 et France 2, Navarro sur TF1, Série rose sur FR3.
Il est producteur et présentateur, de 1997 à 2015, de l'émission du samedi après-midi sur France Inter, Rendez-vous avec X. Lors de la dernière émission, il évoque à demi-mot l'identité de Monsieur X, sous-entendant qu'il n'était pas impossible que lui-même se cache derrière le mystérieux personnage :

« Physiquement, il existe. Il est en face de moi et il me répond. Maintenant, il est possible qu'il ait une vie véritable, que ce soit un personnage qui a vraiment des choses à dire ou alors, comme Flaubert disant “madame Bovary c'est moi”, il n'est pas exclu que je me sois dédoublé pour donner vie à Monsieur X. »

En 2003, il se lance dans le roman historique avec la série La Malédiction des Médicis.
En 2016, il participe à l'émission Secrets d'Histoire consacrée à Laurent de Médicis, intitulée « À Florence, Laurent le Magnifique » diffusée le 3 mai 2016 sur France 2.
Sa mort le 13 mars 2023 est annoncée par sa famille.

## Œuvre

### Romans

#### SérieLa Malédiction des Médicis
- Le Prince sans couronne, Éditions N°1, 2003  (ISBN 2-84612-075-7)
- Les Lys de sang, Éditions N°1, 2003  (ISBN 2-84612-095-1)
- L'Ange de miséricorde, Éditions N°1, 2003  (ISBN 2-84612-096-X)

#### Série historiqueLe Régent
- Le Guerrier libertin, Paris, Nouveau monde Éditions, 2011  (ISBN 978-2-84736-572-6)
- Le Règne du Sphinx, Paris, Nouveau monde Éditions, 2011  (ISBN 978-2-84736-615-0)

#### Autres romans
- L'Œil du sorcier, Paris, éditions Robert Laffont, 1973 ; réédition, Paris, Presses pocket no 1790, 1979 (en collaboration avec Philippe Alfonsi)
- Une semaine en enfance, Paris, éditions Robert Laffont, 1978
- Le Voleur de mémoire, Paris, Mercure de France, 1979
- Les Chemins d'orgueil, Paris, Plon, 1995  (ISBN 2-259-02672-9) (en collaboration avec Philippe Alfonsi)
- La Rose et le bourreau, L'Archipel, 2018 (d'après l'histoire de Marguerite Le Paistour)

#### Romans policiers sous le pseudonyme de Georges Patrick
- Lorfou, Paris, Gallimard, Série noire no 2028, 1985  (ISBN 2-07-049028-9)
- Folies de flic, Paris, Gallimard, Série noire no 2053, 1986  (ISBN 2-07-049053-X)

### Essais
- Satan qui vous aime beaucoup, Paris, éditions Robert Laffont, coll. Vécu, 1970 ; réédition sous le titre Les Enfants de la drogue, Le Livre de Paris, coll. « Club pour vous/Hachette », 1974 (en collaboration avec Philippe Alfonsi)
- L'Église contestée, Paris, Calmann-Lévy, coll. « Examens XXe siècle », 1971
- Vivre à gauche, témoignages recueillis, Paris, Albin Michel, 1975 (en collaboration avec Philippe Alfonsi)
- Les Détectives de l'impossible : la police scientifique contre le crime, Paris, Denoël, 1999  (ISBN 2-207-24859-3)
- Inconnus célèbres : les héros de roman ont vraiment existé, Paris, Albin Michel, coll. « Bellemare », 2000  (ISBN 978-2-226-12048-9)
- Morts suspectes sous la Ve République, Paris, Nouveau monde Éditions, 2008  (ISBN 2-84736-292-4)
- Le Terrorisme islamique, Paris, Nouveau monde Éditions, 2008  (ISBN 2-84736-293-2)
- Les Espions russes de Staline à Poutine, Paris, Nouveau monde Éditions, 2008  (ISBN 978-2-84736-326-5) (en collaboration avec Monsieur X)
- Les Dessous de la Françafrique, Paris, Nouveau monde Éditions, 2008  (ISBN 2-84736-385-8) ; mise à jour en 2014  (ISBN 978-2-3658-3923-5) (en collaboration avec Monsieur X)
- La Face cachée des États-Unis, Paris, Nouveau monde Éditions, 2012  (ISBN 2-84736-674-1)
- Les Grands Mensonges de l'histoire, Paris, Hugo doc/France Inter, 2013  (ISBN 978-2-7556-1180-9) (en collaboration avec Monsieur X)
- Les Grandes Mystifications de l'histoire, Paris, Hugo doc/France Inter, 2014  (ISBN 978-2-7556-1462-6) (en collaboration avec Monsieur X)
- Les Maîtres de la terreur, Paris, Presses de la Cité, 2016  (ISBN 978-2-258-11915-4)

## BD
- Rendez-vous avec X : La Chinoise, de Régis Hautière et Grégory Charlet, cahier documentaire de Patrick Pesnot, Éditions Comix Buro, 2019  (ISBN 978-2-344-03261-9)
- Rendez-vous avec X : La Baie des cochons[6], de Dobbs et Mr Fab, cahier documentaire de Patrick Pesnot, Éditions Comix Buro, 2019  (ISBN 978-2-344-03324-1)
- Rendez-vous avec X : Mata Hari, de Virginie Greiner et Olivier Roman, cahier documentaire de Patrick Pesnot, Éditions Comix Buro, 2019  (ISBN 978-2-344-03262-6)
- Rendez-vous avec X : L'Affaire Pilecki, d'Aurélien Ducoudray et Olivier Martin, cahier documentaire de Patrick Pesnot, Éditions Comix Buro, 2020  (ISBN 978-2-344-03263-3)
- Rendez-vous avec X : Dien Bien Phu, de Dobbs et Mr Fab, cahier documentaire de Patrick Pesnot, Éditions Comix Buro, 2020  (ISBN 978-2-344--04064-5)

## Filmographie

### Comme scénariste

#### Au cinéma
- 1991 : Eline Vere, film franco-néerlandais réalisé par Harry Kümel, avec Marianne Basler dans le rôle-titre et Aurore Clément

#### À la télévision
- 1979 : Cinéma 16 : épisode L'Œil du sorcier
- 1986 : Série rose : épisode Le Lotus d'or
- 1986 : The Secrets of Love d'Harry Kümel
- 1989 : Des voix dans la nuit - Les mains d'Orlac, téléfilm de Peter Kassovitz
- 1989 : Navarro, saison une : épisode Folies de flics
- 1990 : Série rose : épisodes Hercule aux pieds d'Omphale, À la feuille De Rose, Maison Turque, La Gageure des trois commères, Le Style Pompadour et La Grève de l'amour.
- 1990 : Les Lendemains qui tuent, téléfilm de Daniel Duval
- 1989 : Navarro, saison trois : épisode Mort clinique
- 2011 et 2013 : Etranges Affaires, deux films réalisés par Olivier Brunet